# Szókratész
Szókratész (ógörögül: Σωκράτης; Alópeké démosz, ókori Görögország, i. e. 469 eleje – Athén, i. e. 399. február 15. vagy május) ókori görög filozófus. Vele kezdődött a görög filozófia klasszikus korszaka, valamint őt tekintjük a nyugati filozófia és az autonóm filozófiai etika megalapítójának.
Beszélgetve tanított, így írott műveket, értekezéseket nem hagyott hátra. Tanításait, gondolatait tanítványai műveiből: Xenophón írásaiból és főként Platón dialógusaiból ismerjük. Az utóbbiak révén megismert Szókratész az ismeretelmélet és a logika területeit is gazdagította.

## Élete
469-es év elején született az Athéntól fél órányi járásra fekvő Alópeké démoszban, a Lükabéttosz-hegy lankáin, máshol azt olvasni, hogy a mai Dafni részben.[forrás?] Szülei középosztálybeli emberek voltak, nevezetesen a zeugitészek rendjéből valók. Apja, Szóphroniszkosz, szobrász volt, anyja a Phainaraté nevű bábaasszony. Gyermekkoráról nem maradtak fent feljegyzések, valószínűleg a korabeli athéni gyermekek nevelését kapta. Tizennyolc éves korában katonának ment, majd a megfelelő katonai képzésen túlesve, nehézfegyverzetű gyalogos, azaz hoplita lett.
Fiatalkorában valószínűsíthető, hogy apja mellett segédkezett, addig míg Kritón "bele nem szeretett lelki szépségébe", és tanítványául nem fogadta. A hat évszázaddal később élt Diogenész Laertiosz arról ír, hogy Szókratész nevelői Anaxagorasz, Damon és Arkhelaosz voltak, állítása szerint ez utóbbinak erómenosza is volt.
Szókratész majdnem ötvenéves volt, amikor megnősült, felesége Xanthippé volt. Később újabb feleséget is maga mellé vett, az Igazságos Ariszteidész lányát, Mirthoszt. A két feleségétől összesen három gyermeke született: Mirthosztól Szóphronikosz és Menexenosz; Xanthippétől Lamproklész. Volt egy Patroklész nevű féltestvére.
Szülővárosát ritkán hagyta el. A peloponnészoszi háborúk idején az arisztokrata párt hangadói közt tartották számon, bár közvetlenül soha nem politizált. 432-ben további kétezer athénival együtt Szókratészt is behajózták, és Poteidaiába, az észak-görögországi városba küldték harcolni. Nyolc évvel Poteidaia ostroma után a boiótiaiak ellen harcolt. Majd negyvenhét évesen ismét hadba szólították, így részt vett az amphipoliszi hadjáratban. Szókratész átélte kora politikai válságait, a perzsa háborút, a Peloponnészoszi háborút, a vereséget a spártaiaktól. Látta, hogy a háború lezüllesztette a görög társadalmat. Ő mint ezeknek az eseményeknek részese és tanúja küzdött az erkölcsi megújulásért. De nemcsak tanította ezt, hanem hitt is benne, egyénisége és élete is tanítás volt. Még a komédiaíró Arisztophanész is azt írja róla, hogy „még az éhség sem alacsonyította le hízelgővé”. Ezért ő és egész iskolája az erkölcsi reform gondolatából indult ki. Az ő szemlélete már teljesen az ember felé fordult. Ahogy Cicero írta róla, „lehozta a filozófiát az égből a földre és bevitte a házba” (Tusculanae disputationes, V.4) vagy mint Diogenész Laertiosz írta: „kivitte a köztérre” (II,21).
A háborúk végeztével, a harminc zsarnok uralmának megdöntése után – koholt vádak alapján – halálra ítélték Kr. e. 399-ben. Elutasította a száműzetést és kiitta a bürökpoharat. (Lásd: Platón: Phaidón, Apológia)
Nem alapított iskolát, hanem sétálva, beszélgetve vezette rá céltudatos módszerével hallgatóit az erkölcsi igazságok felismerésére. Ellenzői azzal vádolták, hogy rossz hatással van a fiatalokra. Saját írásos műve nem maradt fenn, elsősorban tanítványa, Platón Állam és Törvények dialógusaiból, Xenophón kortársa műveiből, illetve Arisztophanész és Arisztotelész írásaiból ismerjük.

## Filozófiája

### Módszerei
Szókratész gyakran hangoztatta: „tudom, hogy semmit sem tudok”. Két legjellemzőbb módszere az elenkhosz (cáfolat ill. vizsgálat) és az irónia (ezekhez Platón a Theaitétoszban a bábáskodás művészetét csatolja, ugyanis Szókratész előszeretettel nevezte magát a gondolatok bábájának). Az elenkhosz a dialektika (gör. dialogosz = beszélgetés) speciális formája. Szókratész nem előadásokat tartott, hanem párbeszédek keretében rendítette meg beszélgetőpartnerei magabiztosságát, és ezek során fejtette velük együtt ki azt, hogy valójában miről is vannak ők meggyőződve, még abban az esetben is, amikor első közelítésben ennek épp az ellenkezője mellett akartak érvelni. A szókratészi irónia azt az eljárást jelenti, amikor Szókratész úgy állítja be, hogy érdeklődik beszélgetőpartnereinél valami iránt, hiszen ő nem tud semmit, de persze a beszélgetés során hamar világossá válik, hogy sokkal alaposabban átlátja a beszélgetés tárgykörét, mint azok, akikkel szóba elegyedik. A Theaitétoszban említett bábáskodás művészete (gör. maieutiké tekhné) arra utal, hogy Szókratész kérdései segítségével képes a beszélgetőpartnerben rejtőző véleményt napvilágra hozni, majd az így napvilágra hozott álláspont életképességét is tüzetesen megvizsgálja beszélgetőpartnerével együtt.
Szókratész nagyon gyakran fordul beszélgető partnereihez azzal a kérdéssel, hogy egy bizonyos erény vagy etikailag releváns tulajdonság micsoda. Ezek a kérdések könnyen félreérthetők – és valóban, Szókratész beszélgetőpartnerei gyakran félre is értik Szókratész kérdését. Ha azt akarjuk például tudni, mi a méltánytalanság, nem elegendő példákat (rászedés, leigázás, sértés) fölsorolni, mert nem azt kérdeztük, hogy mi minden méltánytalanság, hanem azt kell szabatosan megfogalmaznunk, hogy mi az, ami mindezeket egyaránt méltánytalansággá teszi, miben is áll az, hogy ezek egyaránt méltánytalanságok.
Szókratész kérdésére tehát szabatosan definícióval válaszolhatnánk, ez a definíció lenne hivatott arra, hogy a különböző eseteken átvonuló közös formáról számot adjon. Platón korai, szókratikus dialógusai azonban nem jutnak el ilyen definíciókhoz, ehelyett rendre apóriával, a helyzet kiúttalanságának belátásával végződnek.

### Lélek, etika
Az ember lélek és test egysége. A lélek egyszerű valóság és halhatatlan. Szókratész a halált gyógyulásnak tekintette: halála előtt arra kérte barátait, hogy halála után Aszklépiosznak (a gyógyítás istenének) mutassák be a kakas-áldozatot! Szókratész elutasítja a hedonista felfogást, amely azt hirdette, hogy az az erkölcsös cselekedet, amely gyönyört (gör. hédoné) eredményez. Hasonlóképpen elutasította az erkölcs normáját a hasznosságban megjelölő utilitarizmust (lat. utilitas: hasznosság) és a szofista relativizmust is. Az erkölcstant racionális alapokra akarta helyezni, s az erkölcsi normát a teljes emberi természetből akarta kihámozni. Szerinte az erény (gör. areté) az ember igazi java. Erényes a tett, ha a jót jól végezzük. Kérdés azonban, hogy mi a jó. Gyakorta eudaimonisztikus erkölcsöt hirdetett: az ember boldogságát (gör. eudaimonia) az adja, hogy a városállamon belül valamennyi képességét harmonikusan kibontakoztatja. Felmerült azonban nála az erkölcs transzcendens megalapozásának igénye is: kora ifjúságától figyelt a daimonion-ra, a lelkiismeret isteni eredetű szavára. Látta, hogy az erkölcsi érték nem rendelhető alá az e világi eudaimoniának (az igazság védelmében a halált is vállalta). Etikájában gyakorta eltúlozta az ész szerepét, és elhanyagolta az akaratét. Etikai intellektualizmusa szerint „senki sem vét szándékosan”; a hibák oka a jó nemismerése.
Szókratész híres mondása volt:Gnoti se auton („ismerd meg önmagad” – az első a 20 delphoi jósdafeliratból). Ezért mondta, hogy az igazi tudás erény és – a tudatlanság gonoszság. Nála a tudás nem észbeli ismeretet jelentett, hanem jóra való képességet vagy képtelenséget. Azt hirdette, hogy a boldogság az erényben van, és a boldogtalanság a gonoszban. Az erény nem eszköz a boldogság elérésében, hanem maga a boldogság.
Szókratész ezt így magyarázta: Egy épelméjű ember sem akar magának rosszat (p. 27) És az erény megsértése rossz, fájdalommal jár, veszteség. A legnagyobb veszteség. A legnagyobb rossz az, ha az ember önnön lelkének okoz kárt. Ezért az embereket meg kell tanítani arra, hogy jobb ha az ember elveszti karját, vagy lábát, vagy kiszúrják a szemét mint ha lelkének kárt okozzon. Lelki higiéniai szempontból ma is hasznos az a kijelentése, hogy „megvizsgálatlan életet nem érdemes élni”.
Komolyan hitte, hogy az események nem véletlenek, hanem meghatározott céljuk van. Úgy mondjuk, hogy teleologikusan gondolkozott. Hitt az isteni rendelésben, mert hitt Istenben. Szókratész etikája eudaimonisztikus (gör. eudaimonia = boldogság). Szerinte az erkölcsös élet a boldog élet. Az egyén a közösségtől függetlenül nem lehet boldog. Igaz, hogy az erény – most vegyük a keresztény erkölcsöt – tanítható, hiszen ez a törvény tanításának is az egyik célja. A jó megtanítása. De akkor arra is tanítani kellene, hogy a jóra képtelenek vagyunk a magunk erejéből. Szókratész szerint a törvény a többség akarata, consensus. Bár sejtette, hogy a konszenzus társadalmilag determinált, tehát attól függ, hogy mi a közfelfogás, mi az elfogadott morál. Amely bizony lehet alacsony is. Szerinte a többségi elv ostobaság is. Vagyis az ún. szabad választás ostobaság. Ugyanúgy a sorsolásos választás. Az állam vezetőit a sorsolás módszerével választva vagy a vak véletlen választja, vagy szavazással a tanulatlan és tapasztalatlan tömeg. Később ez a felismerés egy szűk körnek lett a hitvallása és etikai intellektualizmushoz vezetett. Platón államutópiája ebből a meggyőződésnek hitéből született: Az ideális államot a filozófusok, vagyis akkor még élő kifejezéssel élve, „a bölcsességet-szerető emberek” rétege kormányozza (Lendvai-Nyiri, 1.füzet). Legfeljebb a törvény értelmezése nem volt még világos.

### Szókratész halála

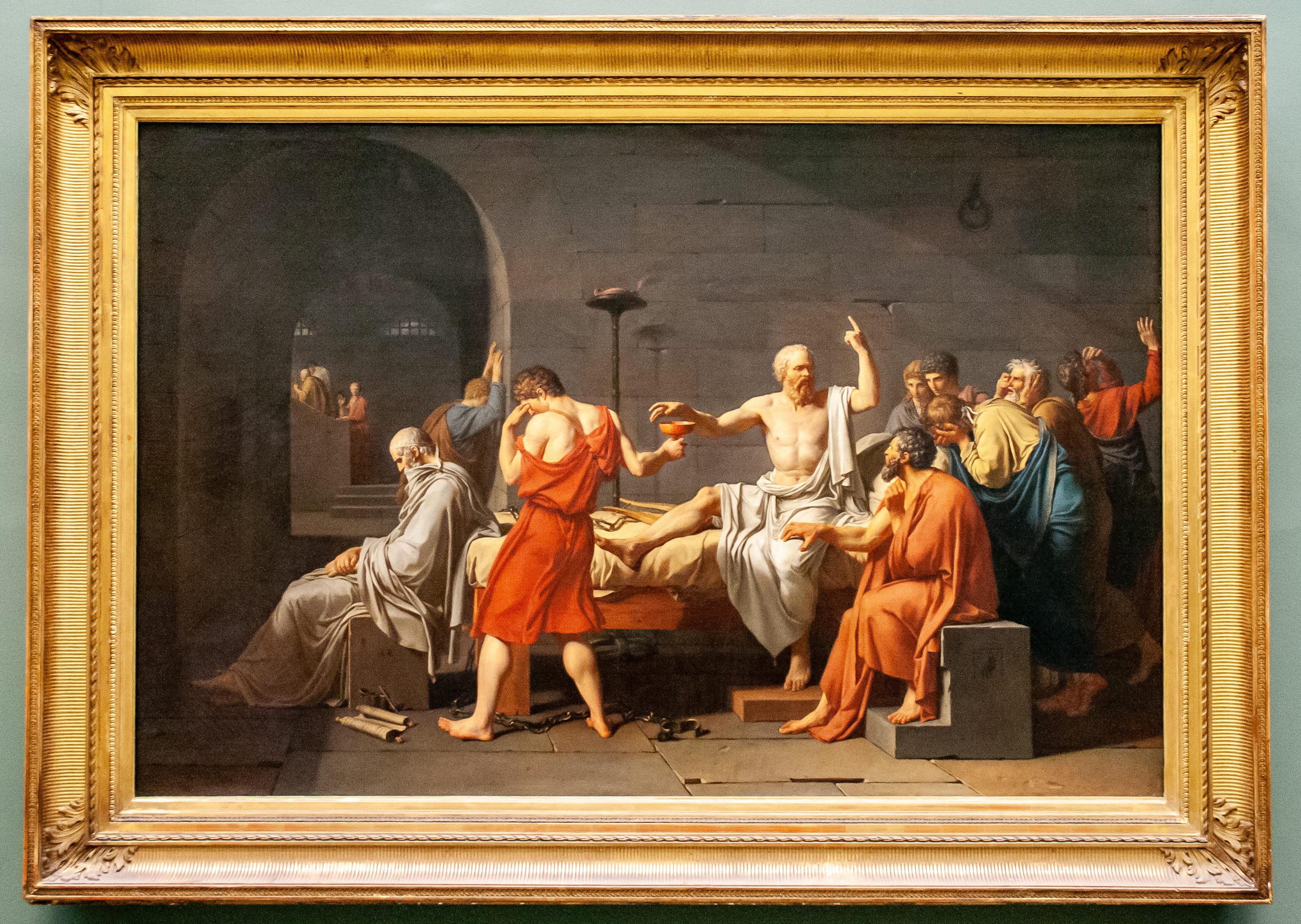
Jacques-Louis David festménye Szókratész haláláról a New York-i Metropolitanben

Szókratész azt hirdette, hogy a törvény ellen lázadni nem szabad, és a rossz törvényt is meg kell tartani. Csak egyszer került konfliktusba önmagával, mikor irigyei és ellenfelei halálra ítélték istentelenség vádja miatt, mivel azt állította, hogy a bálványok nem istenek. Tanítványai meg akarták szöktetni. Ő bele is ment. Szökés közben egyszer azonban megállt, hallotta „daimonja” (a lélek) szavát, az ő értelmezése szerint a lelkiismerete szavát, amely ezt mondta neki: „Szókratész, te mindig azt hirdetted, hogy a rossz törvényt is meg kell tartani. Most téged hamisan halálra ítéltek, ha te most megszöksz a törvényes ítélet végrehajtása elől, akkor egész életed tanítását megdöntöd, hiteledet veszted”.
Ekkor megfordult, és kérte tanítványait, hogy vezessék vissza a börtönbe, a siralomházba. Tanítványai megrökönyödésére maga itta ki a bürök főzetével telt méregpoharat. Meghalt a meggyőződéséért. Hitte, hogy az az igazság. Tette, viselkedése, méltósága maradandó nyomot hagyott tanítványaiban, különösen Platónban, személyisége és filozófiai elgondolásai pedig máig hatnak az emberi kultúrára, hiszen az elvek melletti kiállás örök példájává vált. Arisztotelész mondta róla, hogy Szókratész hitt az igazság tanulságában és győzelmében.

### Természetfilozófia
A világ kozmosz, azaz célirányosan működő és célszerű alkotás. A világ célirányos folyamatainak magyarázatára nem elegendő a fizikai magyarázat, azaz nem elegendő a hatóokok felsorolása. Annak oka például, hogy itt ülök, nem csupán az, hogy csontjaim megfelelően helyezkednek el vagy izmaim megfeszülnek, hanem az is, hogy így akarom (vö. Phaidón, 98-99). Ehhez hasonlóan a világ rendje értelmes rendezőre, racionális akaratra utal. Isten létéről egyrészt a lelkiismeret szava tanúskodik, másrészt a világ rendje. A rendező istenre úgy következtetünk, mint ahogy rendezett cselekedeteinkből következtetünk az értelmes lélekre (Apomnémoneumata 1, 4). Az isten láthatatlan, mindentudó, gondviselő rendező, gyakorta istenekről beszél.

### Filozófiai gondolkodásának jellegzetességei
- Beszélgetésekben filozofált
- Ezek során beszélgető partnereitől igyekezett megtudni, hogy valójában mi is az, amiről azok kiindulásképpen állításokat tettek
- Ezen kérdésre definícióval lenne szükséges felelni
- A dialógusok rendre apóriában végződnek: Szókratész is, és beszélgetőpartnere is belátja, nem tud választ adni a feltett kérdésre
- Szókratész a beszélgetések során saját tudatlanságát hangsúlyozta
- Szókratész szerint az erény tanítható
- Senki sem vétkezik készakarva
- Jobb igazságtalanságot elszenvedni, mint elkövetni

## Szakirodalom
- Falus Róbert: Apollón lantja. A görög-római irodalom kistükre. Móra Ferenc Könyvkiadó, Budapest, 1982
- Falus Róbert: Az ókori görög irodalom története, Gondolat, Budapest, 1964
- Dr. Gyekiczky Tamás: A Marx előtti filozófia rövid története, Tankönyvkiadó, Budapest, 1981